# Superliga Argentina de Fútbol
La Superliga Argentina de Fútbol (ufficialmente Superliga Profesional del Fútbol Argentino), spesso abbreviata in SAF, è stata una federazione argentina di calcio responsabile dell'amministrazione della Primera División fra il 2017 ed il 2020. La SAF era vincolata contrattualmente all'AFA, sebbene operasse come un organo autonomo con un proprio statuto.

## Storia
Nel 2016 l'AFA approvò la nascita di una nuova entità nominata "Superliga Argentina de Fútbol" che avrebbe preso il controllo delle prime due leghe professionistiche argentine, la Primera División e la Primera B Nacional. Fu registrata il 4 novembre 2016 ma nel febbraio 2017 venne modificato lo statuto affidandole solamente la prima divisione.
La Primera División 2016-2017 fu quindi l'ultimo torneo organizzato direttamente dall'AFA che dall'anno seguente si sarebbe occupata dell'organizzazione di tutte le leghe dal secondo livello in poi oltre alle coppe nazionali ed alle varie selezioni nazionali.
La Superliga, tramite il consiglio di amministrazione e con il supporto di un'apposita direzione per le competenze, divenne l'unica entità a stabilire obblighi, linee guida e criteri che tutte le squadre del massimo livello calcistico argentino avrebbero dovuto soddisfare. Inoltre istituì nuovi trofei per le squadre vincitrici delle competizioni e vennero create appositamente nuove medaglie per premiare i giocatori campioni. Il primo club a vincere il nuovo trofeo fu il Boca Juniors al termine della stagione 2017-2018.
Nel febbraio 2020 il presidente dell'AFA Claudio Tapia dichiarò che la lega non era riuscita a centrare il proprio obiettivo, ovvero la commercializzazione del calcio argentino nel mondo. Di conseguenza assunse il controllo della Primera División causando le dimissioni del presidente della SAF, Mariano Elizondo.
La Superliga fu rimpiazzata da una nuova entità, denominata "Liga Profesional de Fútbol" direttamente collegata all'AFA e presieduta da Marcelo Tinelli. La SAF si sarebbe dovuta dissolvere dopo la fine della Copa de la Superliga 2020, ma a causa della cancellazione di quest'ultima per via della pandemia di Covid-19 i tempi furono accelerati e nel mese di maggio fu ufficializzata la nascita della LFP.

## Coppe organizzate dalla SAF
Nel 2018 la lega creò una nuova competizione riservata ai club della prima divisione denominata "Copa de la Superliga", dal formato simile alla già esistente Copa Argentina ed organizzata con un sistema a eliminazione diretta.
Si disputava al termine del campionato argentino, ed i primi sei club classificati avrebbero preso parte direttamente agli ottavi di finale. I turni prevedevano match di andata e ritorno ad eccezione della finale in gara unica, il cui vincitore si sarebbe qualificato per la Coppa Libertadores mentre il secondo classificato avrebbe avuto un posto in Coppa Sudamericana.
La seconda competizione istituita fu il Trofeo de Campeones de la Superliga Argentina, una supercoppa fra il vincitore della Superliga e della Copa de la Superliga istituita nel 2019.

## Competizioni
| Nome                                          | Periodo   |
| --------------------------------------------- | --------- |
| Superliga                                     | 2017–2020 |
| Copa de la Superliga                          | 2019–2020 |
| Trofeo de Campeones de la Superliga Argentina | 2019      |